# Оссаго-Лодиджано
Оссаго-Лодиджано (итал. Ossago Lodigiano) — коммуна в Италии, располагается в регионе Ломбардия, в провинции Лоди.
Население составляет 1224 человека (2008 г.), плотность населения составляет 111 чел./км². Занимает площадь 11 км². Почтовый индекс — 26816. Телефонный код — 0371.
Покровителями коммуны почитаются святые Гервасий и Протасий, празднование в четвёртое воскресение сентября.

## Демография
Динамика населения:

## Администрация коммуны
- Официальный сайт: http://www.comune.ossagolodigiano.it(недоступная+ссылка)